# Hardcore-Rap
Hardcore-Rap ist ein härteres Genre des Hip-Hop, das häufig mit Schimpfwörtern auf schnelleren Beats arbeitet. Sie bildet das East-Coast-Pendant zum Gangsta-Rap in den West- und Südstaaten Amerikas. Die Texte befassen sich mit Gewalt, Drogen, Waffen und Frauen. Die Veröffentlichungen unterliegen des Öfteren der Zensur. Es ist umstritten, inwieweit der Hardcore-Rap mit der Entstehung des Gangsta-Rap verwoben ist. Manche Autoren sehen den Zuzug von kommerziell unentdeckt gebliebenen Ostküsten-Musikern wie T-Razor oder Mykel-Chyk in den frühen 1980er Jahren nach Los Angeles als ursächlich und prägend für den sich formierenden Gangsta-Rap.
Das entscheidende Merkmal des Hardcore-Raps sind die Beats. Geschwindigkeiten von über 100 bpm (manche Tracks erinnern an Big Beat), meist sehr kurze und vor allem viele Loops, die zusammen gemixt werden, sind maßgebend für diese Stilrichtung. Als Beispiel gelten N.W.A. und die Bomb-Squad-Produktionen mit Texten von Chuck D oder Ice Cube. Ein weiteres Merkmal des  Hardcore-Raps sind die gewählten Samples, welche bewusst dreckig und manchmal nervig klingen, wie z. B. Mähgeräusche von Motorsensen, Störungen von Sendern, oder das Schreien von Zuschauern alter Live-Aufnahmen wie beispielsweise in „Louder Than A Bomb“ von Public Enemy.
Textlich ist der Hardcore-Rap zudem häufig politischer und sozialkritischer (siehe Conscious Rap) statt, wie der Gangsta-Rap, einfach nur einen kriminellen Lebensstil zu verherrlichen.